# Jaroslav Novák (letec)
Jaroslav Novák (6. června 1921 Nové Benátky – 7. října 2011 Austrálie) byl navigátor 311. československé bombardovací perutě RAF a fotograf.

## Život

### Mládí
Pocházel z rodiny drobného živnostníka – klempíře, měl dva sourozence. Jako jedenáctiletý začal studovat gymnázium v České Lípě, maturoval 6. června 1939 na reálné škole v Mladé Boleslavi, kam v roce 1936 přestoupil. Přihlásil se poté na studium elektrotechniky na vysokou školu.

### Druhá světová válka
Na počátku roku 1940 utekl tzv. jižní cestou do Bejrútu a odtud do Francie. Zde se zapsal do Cizinecké legie. Na francouzské frontě sloužil jako telegrafista. Po kapitulaci Francie se mu podařilo dostat do Velké Británie a zde byl 13. prosince 1941 přijat k 311. československé bombardovací peruti RAF. Roku 1944 se nechal na vlastní žádost převelet k dopravnímu letectvu.

### Život po roce 1945
Po válce krátce sloužil ve vojenské dopravní jednotce v Ruzyni. Nějaký čas také pracoval u UNRRY. Roku 1947 se přestěhoval do Jižní Afriky, kde se seznámil se svou budoucí manželkou. Od roku 1951 žil trvale v Austrálii, kde nejprve pracoval v obchodě s fotografickými potřebami, v roce 1955 se oženil. Později se začal fotografování plně věnovat, stal se členem Australské fotografické společnosti (AFS). Stal se členem několika výborů a jezdil po okolí jako rozhodčí ve fotografických soutěžích, přednášel také o fotografii a fotografování. Získal i prestižní fotografické tituly AFIAP (Artiste de la Fédération Internationale de l'Art Photographique) a EFIAP (Excellence Federation Internationale de l'Art Photographique). Do roku 2006 vedl jeden z nejznámějších a největších obchodů s fotopotřebami v Austrálii. Jeho koníčkem zůstalo do vysokého věku i létání.

### Život po roce 1989
Po roce 1968 se několikrát vrátil do Československa, po roce 1989 se rovněž do České republiky vracel na setkání krajanů či besedy.

## Autor knih
Jaroslav Novák je autorem knihy Byl jsem letcem R.A.F. Kniha vyšla v roce 2004. Kniha vyšla i v anglickém vydání.
Vzpomínky ze svého válečného působení Jaroslav Novák vtělil do autobiografie s názvem Přisolíme si. Spoluautorem knihy je Jan Votava. Kniha vyšla v den, kdy Jaroslav Novák zemřel. Název knihy odkazuje na patrně nejnebezpečnější bitvu, které se Jaroslav Novák účastnil. Kapitánovi letadla sdělil: „Tam na vodě se střílí, tak si taky trochu přisolíme.“

## Ocenění
Jaroslav Novák byl držitelem řady československých, českých a britských vyznamenání.
Dne 17. září 2007 se stal čestným občanem města Benátky nad Jizerou. Čestnými hosty na slavnostním aktu byli např. Jan Horal či Jaroslav Hofrichter.
V roce 2011 byl navržen městem Benátky nad Jizerou na státní vyznamenání in memoriam.
Při příležitosti stého výročí vzniku Československé republiky představil fotograf Jadran Šetlík soubor portrétů nazvaný Galerie osobností R.A.F. Jaroslav Novák byl jednou z fotografovaných osobností.

### Vyznamenání
- Československý válečný kříž 1939 (trojnásobný nositel)[4]
- Československá medaile Za chrabrost před nepřítelem (trojnásobný nositel)[4]
- Československá vojenská medaile za zásluhy, II. stupeň
- Kříž obrany státu ministra obrany České republiky (2010)[14][8][15]
- Záslužný kříž ministra obrany České republiky, III. stupeň
- Čestný pamětní odznak k 60. výročí ukončení 2. světové války
- Hvězda 1939–1945
- Evropská hvězda leteckých osádek
- Africká hvězda
- Britská medaile Za obranu
- Válečná medaile 1939–1945